# ¡Estos chicos de ahora!
¡Estos chicos de ahora! es una obra de teatro en dos actos del dramaturgo español Alfonso Paso, estrenada en 1967.

## Argumento
La obra recrea las conflictivas relaciones entre un matrimonio de mediana edad y sus hijos adolescentes, abordando cuestiones que resultaban tabú en las familias de la época como las relaciones sexuales.

## Representaciones destacadas
- Teatro Arniches, Madrid, 17 de agosto de 1967. Estreno.
  - Intérpretes: Pastor Serrador (Juan), Encarna Paso, Tina Sáinz (Gertrudis), Helena Fernán Gómez, Luis García Ortega, Paco Marsó.

- Pequeño Teatro, Buenos Aires, 1969.
  - Intérpretes: Ricardo Lavié, Noemí Laserre, Soledad Gordón (Getrudis), Miguel Caiazzo, Elisabeth Makar, Rubén Simons.